# نقد فني
النقد الفني هو عملية وصف وتحليل وتفسير تحكيم الأعمال الفنية. وهو متميز عن النقد الفني (الذي يركز على الفنون البصرية) بسبب اختصاصه الأوسع. [الحاجة إلى الاستشهاد] يمكن تعريف تخصصات النقد الفني من خلال النظر في الكائن بدلاً من المنهجية (من خلال تحليل فلسفته): المباني (نقد العمارة) أو اللوحات (نقد الفن البصري) أو العروض (نقد الرقص أو النقد المسرحي) أو الموسيقى (الصحافة الموسيقية) أو الإعلام المرئي (النقد السينمائي أو النقد التلفزيوني) أو النصوص الأدبية (النقد الأدبي). يمكن تقسيم نقد الفنون إلى نوعين. هناك نقد أكاديمي مثل تلك الموجودة في الأعمال العلمية والمجلات المتخصصة، ثم هناك نقد له طبيعة أكثر صحافة (غالبا ما يطلق عليه "مراجعة") والذي يراه جمهور أوسع من خلال الصحف والتلفزيون والإذاعة.